# Auguste de la Via Labicana
L'Auguste de la Via Labicana est une sculpture de l'empereur romain Auguste représentant comme Pontifex Maximus, avec sa tête voilée pour un sacrifice. La statue est datée de la dernière décennie av. J.-C. Elle a été trouvée sur les pentes du Colle Oppio, Via Labicana, en 1910. Elle est conservée au Palazzo Massimo alle Terme, au Musée national romain de Rome.

## Description
La statue montre un autre aspect d'Auguste ; il n'est pas seulement le chef politique de l'Empire romain, il en est également le chef religieux. Dans les Res Gestae des années 19-21, il parle de tous ses bienfaits religieux à la ville de Rome, tels que la construction de temples pour "Minerve, la Reine Junon et Jupiter Libertas."
Les statues représentant Auguste sont très contrôlées, dans la mesure où il y a seulement trois ou quatre différents sous-groupes, sur la base de caractéristiques telles que le détail de la coiffure, qui peuvent la classer comme l'un des "Prima Porta type". Comme toutes les statues d'Auguste, il est représenté dans un style grec idéalisé, et beaucoup plus jeune que son âge réel à l'époque, par opposition aux portraits Romains, qui sont réalistes dans leur approche.

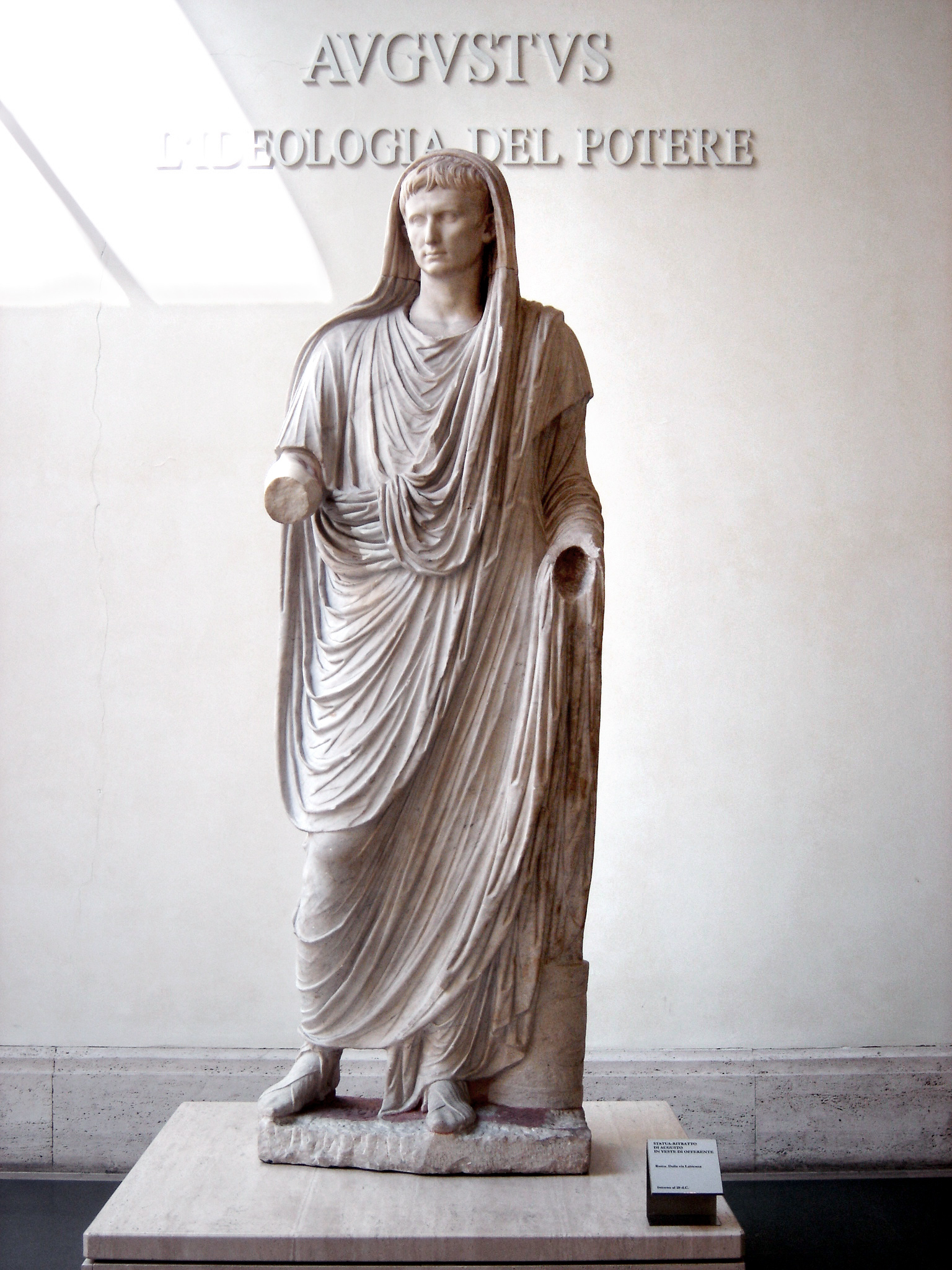
Statue d'Auguste de la Via Labicana.
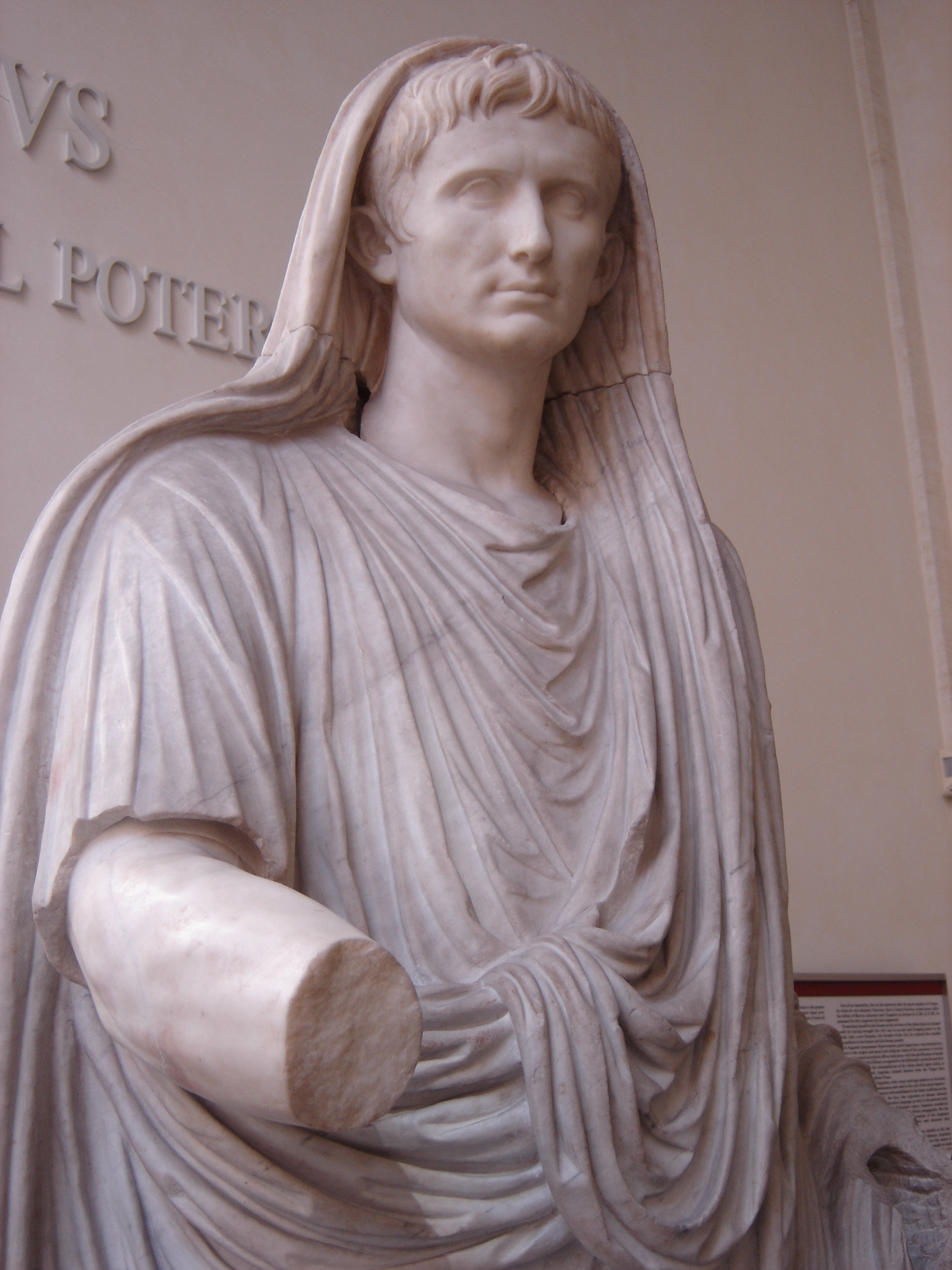
La statue d'Auguste, en gros plan.